# Achalgori (gmina)
Gmina Achalgori (gruz. ახალგორის მუნიციპალიტეტი) – jednostka administracyjna przynależna do regionu Mccheta-Mtianetii w Gruzji. Siedzibą gminy jest miasto Achalgori. 

## Położenie
Gmina położona jest w zachodniej części regionu Mccheta-Mtianetii, a jednocześnie we północnej części Gruzji. 

## Ludność
Z uwagi na fakt, iż de iure gmina ta znajduje się w granicach Osetii Południowej, dane statystyczne nie zbierane. 